# 清水市太郎

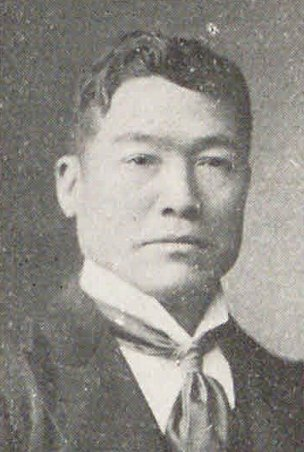
清水市太郎

清水 市太郎（しみず いちたろう、慶応元年9月26日（1865年11月14日） - 昭和9年（1934年）12月19日）は、日本の衆議院議員（立憲政友会→政友本党）、弁護士。

## 経歴
尾張国知多郡鬼崎村（現在の愛知県常滑市）出身。1889年（明治22年）、東京帝国大学法科大学を卒業し、イギリスのミドル・テンプルに留学した。帰国後、判事試補、海軍大学校教官、東京帝国大学法科大学講師を歴任し、日清戦争の際には捕獲審検所評定官を務めた。その後、法制局参事官を兼ね、退官後は弁護士を開業した。
1908年の第10回衆議院議員総選挙に出馬し、当選。以後、6回の当選回数を数えた。